# Недостойный наследник
Недостойный наследник — в российском наследственном праве лицо, которое либо не имеет права наследовать, либо лишено этого права судом (статья 1117 ГК РФ).
Закон различает абсолютно недостойных наследников:
- лиц, совершивших умышленные противоправные действия (бездействие) (в том числе преступления), а равно пытавшихся их совершить против наследодателя, наследников или осуществления воли наследодателя, выраженной в завещании;
- родителей наследодателя, лишённых родительских прав;

и условно недостойных:
- лиц, злостно уклонявшихся от обязанностей по содержанию наследодателя (алиментов).

Судебный иск о признании наследника недостойным подаётся заинтересованным лицом (наследником по закону) или (для абсолютно недостойных наследников) путём подтверждения условий лишения права наследства в судебном порядке (обычно в уголовно-процессуальном).
Наследодатель может восстановить недостойного наследника в правах наследования, явно указав его в завещании, составленном после утраты недостойным наследником права наследования.